# Nomans Land (Massachusetts)

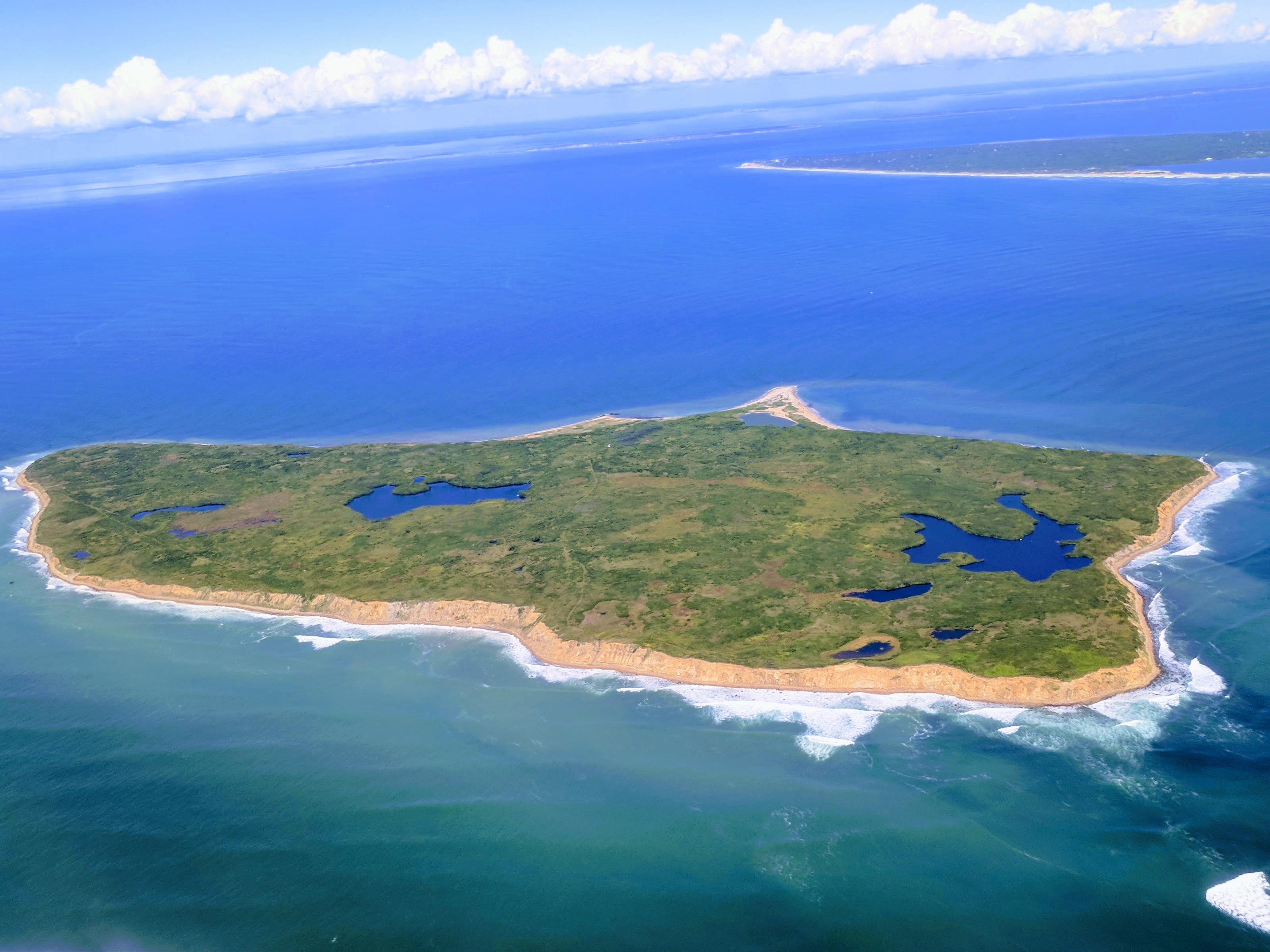
Imagem da ilha Nomans Land.

Nomans Land ou Noman's Land (em português: Terra de ninguém), é uma ilha desabitada no Oceano Atlântico com cerca de 2,48 km2, que pertence à cidade de Chilmark, no condado de Dukes, Massachusetts. A ilha está localizada a cerca de 4,8 km a sudoeste da ilha de Martha's Vineyard (onde se encontra o resto de Chilmark) e a 30,6 km da porção continental mais próxima.
A ilha foi usada pela marinha dos Estados Unidos para treinamentos militares até 1996. Em 1998, a ilha foi transferida da marinha dos Estados Unidos para o Serviço de proteção de aves migratórias, criando o Refúgio Nacional da Vida Selvagem de Nomans Land. Apesar de a ilha se ter tornado um refúgio de vida selvagem, a presença de material bélico não explodido na ilha exige que ela permaneça fechada ao público. 

## História
Em 1602, a ilha foi descoberta por Bartholomew Gosnold e a sua tripulação, que nomeou a ilha de "Martha's Vineyard" em homenagem à sua filha, mas o nome foi posteriormente transferido para a atual ilha de Martha's Vineyard. Depois da descoberta de Gosnold, a ilha recebeu vários nomes de outros exploradores que chegaram à ilha, mas o termo "Nomans Land" surgiu, provavelmente, de um powwaw de nome Tequenoman, que possivelmente tinha jurisdição sobre a ilha quando os britânicos chegaram, nomeando-a de "Tequenoman's Land" (Terra de Tequenoman).
Entre 1942 e 1943, um aeródromo foi construído pela marinha dos Estados Unidos na ilha e foi usado desde a Segunda Guerra Mundial até 1966, quando foi abandonado.
Parte da ilha é administrado pelo Serviço de Pesca e Vida Selvagem desde 1975. Depois de uma tentativa de limpar a ilha de material bélico não explodido entre 1997 e 1998, a ilha foi transferido para o Serviço de proteção de aves migratórias para uso como refúgio de aves migratórias.

## Geografia
Cerca de 30% da ilha está coberto por água (alguns lagos e pântanos) e os restantes 70% estão cobertos por terra. 
A ilha tem cerca de 2,48 km2 e está localizada a aproximadamente de 4,8 km a sudeste de Martha's Vineyard e 30,6 km do território continental mais próximo. A ilha tem cerca de 1,6 km de norte a sul e 2,5 km de leste a oeste e é cercada pelo oceano Atlântico. 
A ilha fica em Cape Cod and Islands, pertencente à região de Outer Lands e é o segundo ponto mais a sul de Massachusetts, apenas atrás da ilha de Nantucket. A ilha pertence à cidade de Chilmark, no condado de Dukes, Massachusetts, Estados Unidos. 